# Leszek Pisz
Pour les articles homonymes, voir Pisz (homonymie).
Leszek Pisz (né le 18 décembre 1966 à Dębica en Pologne) est un joueur de football polonais.

## Biographie
Pisz arrive au Legia Varsovie en 1986, de l'Igloopol Dębica. Il est au départ un remplaçant mais s'affirme peu à peu jusqu'à devenir un titulaire indiscutable et une pièce maîtresse de l'équipe. Il était connu comme un spécialiste de coups francs.
En 1995, Legia remporte le championnat de Pologne de football et se qualifie pour la Ligue des champions, où ils atteignent les quarts-de-finale. Pisz inscrit deux buts lors du match des phases de poule contre le Rosenborg BK, devenant le premier Polonais à inscrire un but pour une équipe polonaise en phase de poule de Ligue des champions.
Pisz part ensuite pour la Grèce, avant de rentrer au pays où il met un terme à sa carrière en 2002.